# José Ramón Arana
Nacido con el nombre de José Ruiz Borau, se lo cambió a José Ramón Arana (Garrapinillos, provincia de Zaragoza, España, 13 de marzo de 1905 – Zaragoza, 23 de julio de 1973) fue un activista sindical, político republicano y escritor español. Exiliado tras la guerra civil española, realizó la mayor parte de su obra en México. Apellidado “Borau” de nacimiento, usó también los alias de “Pedro Abarca” y “Juan de Monegros”. Estuvo unido a Elvira Godás, su tercera compañera.

## Biografía
Nacido José Ruiz Borau (adoptó el apellido de Arana tras la guerra civil española), era hijo de un maestro. Al morir su padre en 1913, tuvo que ponerse a trabajar (en una imprenta, comercios y talleres, e incluso de "maletilla", sufriendo un percance que le dejó una cojera perpetua) y en la década de 1920 se trasladó a Barcelona, donde ingresó en el sindicato de la CNT y fue obrero en la desaparecida fundición Can Girona. Tuvo un primer matrimonio con Mercedes Gracia en 1926, y volvió a Zaragoza, para trabajar en un banco, como dirigente sindical de la UGT.
En 1936, al producirse la sublevación militar que provocaría la guerra civil española, se trasladó con su familia (Mercedes y sus hijos, Alberto, Augusto, Marisol y Rafael) al pueblo de Monegrillo, en casa de los Borau. Queda noticia de que allí trabaja como maestro, con el apoyo anarquista. Militante en secreto del Partido Comunista, deja a su familia en Monistrol (Mercedes embarazada de una niña) y se trasladara a Barcelona, nombrado por el Consejo de Aragón (con sede en Caspe), consejero de Obras Públicas y, más tarde, de Hacienda, llegando a ocupar la vicepresidencia del organismo aragonés. En ese periodo conoce a María Dolores Arana –de la que más tarde tomará el apellido– y realiza un viaje a la Unión Soviética para representar al Consejo de Aragón en las celebraciones del 1 de mayo, experiencia que narró en su primer libro, Apuntes de un viaje a la URSS. Al disolverse el Consejo (1938), trabajó como informador para el Servicio de Investigación Militar (SIM); precisamente, realizando una misión secreta en Bayona en los meses finales de 1938, el final de la guerra le sorprende en Francia y sin posible regreso a España.
En Francia consigue reunirse con María Dolores Arana que a finales de 1939 da a luz a Juan Ramón, el primer hijo de la pareja. Cuando el país galo es ocupado por los alemanes, Arana es recluido en el campo de concentración de Gurs, del que acaba escapando, consiguiendo llegar a Marsella para reunirse de nuevo con María Dolores y su hijo y embarcar hacia México; al llegar a Martinica, nacerá Federico. Tras pasar por Cuba, Martinica y la República Dominicana, se instalan en México, donde trabaja como librero ambulante. Además montó una tertulia con sus amigos, los escritores Manuel Andújar, León Felipe, Manuel Altolaguirre, José Bergamín y Benjamín Jarnés, los filósofos Juan David García Bacca, Ramón Xirau y Eugenio Imaz, el músico Rodolfo Halffter, el expresidente Niceto Alcalá Zamora, el pintor Josep Renau, el cineasta Luis Buñuel, los ensayistas Juan Marichal y Anselmo Carretero, el erudito Agustín Millares Carlo, la política feminista Margarita Nelken o el gran hispanista francés Marcel Bataillon. Tampoco escaseaban los aragoneses, y por la tertulia pasaron también, además de algunos de los citados, el físico y matemático Honorato de Castro Bonel, los escritores Daniel Tapia y Ángel Samblancat, el doctor Joaquín d'Harcourt Got y el erudito Rafael Sánchez Ventura.
De esta tertulia derivó la gaceta mensual Aragón (1943-1945), destinada a los exiliados aragoneses en México, en la que logró colaboraciones de Rafael Alberti, Andújar, Bergamín, García Bacca, Juan Ramón Jiménez o León Felipe, junto a muchos aragoneses como el periodista Manuel Albar, Castillo, Julián Borderas, Vicens, Duque, el erudito José Ignacio Mantecón, el economista y traductor Manuel Sánchez Sarto, el pedagogo Santiago Hernández Ruiz, Sánchez Ventura, los novelistas Sender y Jarnés o la propia María Dolores Arana. Publicó en septiembre de 1944 un único número de Ruedo Ibérico y creó junto con Manuel Andújar (y tras la separación de este por cuestiones ideológicas) José Ruche y Anselmo Carretero, la revista Las Españas (1946-1953), que alcanzó los veintiocho números y estuvo entre las principales del exilio, con tipografía de Josep Renau. Su propósito era servir de "vehículo de comunicación y entendimiento entre la España peregrina y la del interior”. Publicaron allí Juan Ramón Jiménez, Pedro Salinas, León Felipe, Jarnés, Sénder, Antonio Espina, Bergamín, Picasso, Falla, Casals, Fernando de los Ríos, Díaz Marta, Sánchez Sarto, Luis Nicolau d’Olwer o extranjeros de renombre internacional como Albert Camus, Jean Cassou, Marcel Bataillon, Herman Hesse, Thomas Mann, Harold Laski, Alfonso Reyes o Gabriela Mistral.
Este deseo de colaborar con los antifranquistas que se hallaban en España fue algo muy discutido por algunos exiliados y motivó no solo la partida del inicial coeditor Manuel Andújar, sino las críticas acerbas del órgano de los comunistas españoles en México, Nuestro Tiempo. Sobre Las Españas dijo Barreiros «que en fechas que pueden considerarse tempranas mantenía cierto "desapasionamiento" por la tragedia de la guerra y una voluntad conciliadora».
A principios de la década de 1950, Arana toma una nueva compañera, Elvira Godás, con la que tendrá un último hijo y se casará en 1956. En ese periodo comienza a ser reconocido como narrador y ensayista, además de editor literario. En 1972, Arana, víctima de una enfermedad irreversible, pidió a Elvira que le llevara a España a morir. Tras el viaje transoceánico, el matrimonio se instaló en Castelldefels a mediados de aquel año. Allí iniciaría una serie narrativa con el título genérico Por el desván de los recuerdos, de la que Can Girona fue el primer y único volumen publicado. Víctima final del tumor cerebral, fue enterrado en Monegrillo, junto a su madre.

## Obras

### Poesía
- Mar del norte, Mar negro (Barcelona, 1938);
- Ancla (Santo Domingo, Maeza, 1941)
- A tu sombra lejana (México, Medea, 1942);
- Romance del ciego Viroque (cuaderno de poesía en forma de pliego suelto), (México, Autor, 1960);
- Poesías (Zaragoza, REA-DPZ, 2005);

### Ensayo
- Politiquería y política (México, Ruedo Ibérico, 1945);
- Esta hora de España. Contestación a una encuesta de Ibérica (México, Las Españas, 1957-1962);
- De pereza mental (con el seudónimo de Pedro Abarca, México, 1967);
- Cartas a las nuevas generaciones españolas (con el seudónimo de Pedro Abarca, México, Finisterre, 1968);

### Teatro
- Veturián (México, Aquelarre, 1951);

### Narrativa
- Apuntes de un viaje a la URSS (libro de viajes, Barcelona, Imp. La Polígrafa, 1938);
- El cura de Almuniaced (cuentos), (México, Aquelarre, 1950; Madrid, Turner, 1979; Sevilla, Renacimiento, 2005);
- ¡Viva Cristo Ray! y todos los cuentos (relatos), Zaragoza, Heraldo de Aragón, 1980;
- Can Girona. Por el desván de los recuerdos (Al-Borak Ediciones, Madrid, 1973);[d]